# Jean-Pierre Siggen
Jean-Pierre Siggen (* 1. Juni 1962 in Sitten) ist ein Schweizer Politiker (Die Mitte, vormals CVP) und Staatsrat des Kantons Freiburg.

## Leben
Seit 1992 ist er verheiratet mit Paulette Buchmann aus dem Greyerzbezirk. Das Paar hat drei Kinder. Sein Vater, André Siggen, kehrte nach seinem Abschluss am Technikum in Freiburg ins Wallis zurück, wo er als Bauunternehmer arbeitete. Seine Mutter Gertrude, geborene Perret, aus Siders, stammt aus einer Neuenburger Familie.
Nachdem er seine Kindheit in der Umgebung von Sitten verbracht und dort seine Schulzeit im Collège des Creusets beendet hatte, studierte er an der Universität Lausanne, wo er nacheinander die Lizenziate in Rechts- (1986) und Wirtschaftswissenschaften (1989) abschloss. Danach war er in Bern als Verbandssekretär (1989) und später als Vizedirektor (1995–1997) des Schweizerischen Gewerbeverbands (sgv) tätig, wo er insbesondere für Aussenbeziehungen und soziale Angelegenheiten zuständig war. Um näher bei seinem Arbeitsort in Bern zu sein, zog er 1992 nach Freiburg, wo er sich sehr aktiv am Vereinsleben beteiligte. Später arbeitete er als Berater für Wirtschaft und Soziales von Bundesrat Flavio Cotti (1997–1999) und als Berater für Bundesratsfragen von dessen Nachfolger, Joseph Deiss (bis 2000). Im Jahr 2000 wurde er zum Direktor des Freiburgischen Arbeitgeberverbands ernannt (2000–2013). Zusätzlich zu diesem Amt übernahm er den Posten des stellvertretenden Generalsekretärs der Fédération des entreprises romandes (2007–2013). Seine Tätigkeit im Schnittpunkt von Politik und Verband nahm konkrete Formen an, als er sich an der Umsetzung des Projekts Start! beteiligte, das Jugendlichen den Einstieg ins Berufsleben erleichtert.
Neben seinem beruflichen Werdegang übernahm Jean-Pierre Siggen zahlreiche politische Verpflichtungen. Er war Präsident der CVP der Stadt Freiburg (2005–2010) und kantonaler CVP-Vizepräsident (2005–2006). Kurze Zeit nachdem er Mitglied des Generalrates der Stadt Freiburg wurde (März 2006), stellte er sich zum ersten Mal für den Staatsrat zur Wahl. Er wurde zwar nicht in die Exekutive gewählt, wurde aber Mitglied des Grossen Rates (2006–2013) und übernahm sogleich die Präsidentschaft des Wirtschaftsclubs (bis 2012). 2009 wurde er zum Fraktionschef der CVP ernannt. 
Als 2013 seine Parteikollegin Isabelle Chassot während ihrer Amtszeit zurücktrat, stellte er sich erneut für den Staatsrat zur Wahl. Seine Kandidatur vertrat den Wirtschaftsflügel der Partei. Sein stärkster Herausforderer bei der Ersatzwahl war der sozialdemokratische Gegenkandidat Jean-François Steiert. In der spannungsgeladenen Kampagne ging es vor allem darum, die Mehrheit von Mitte-rechts in der kantonalen Exekutive zu halten. Jean-Pierre Siggen gewann die Wahl mit einer knappen Mehrheit dank einem Bündnis der bürgerlichen Parteien. Er wurde am 12. Dezember 2013 vereidigt und übernahm die Leitung der Direktion für Erziehung, Kultur und Sport (EKSD). Somit konnten die Christlichdemokraten das Departement, das sie seit 1857 und dem Ende der radikalen Regierung führten, behalten. Durch seine Wahl konnte die CVP ausserdem die drei Sitze im Staatsrat halten, obwohl ihre Partei, wie auch die Sozialdemokratische Partei, in der Legislative weniger als einen Drittel der Mitglieder ausmachten. 
In seinem Amt führte Jean-Pierre Siggen zunächst die von Isabelle Chassot begonnenen Arbeiten fort und setzte namentlich die Reform des Schulgesetzes und des Gesetzes über die Universität um. Die Reform des Gesetzes über die Pädagogische Hochschule (PH) und das Gesetz über den Sonderschulunterricht werden auch unter seiner Verantwortung fortgesetzt. Gemäss einer Entscheidung, die vor seinem Antritt getroffen wurde, liegen die Hochschule für Gesundheit und die Hochschule für Soziale Arbeit, die seit Anfang des Jahres 2015 unter der gemeinsamen Struktur (HES-SO//FR) Teil der Fachhochschulen Westschweiz sind, nicht in der Verantwortung seines Departements, sondern sind der Volkswirtschaftsdirektion unterstellt. 